# Faustin Nzeza
 (octobre 2024).
Si vous disposez d'ouvrages ou d'articles de référence ou si vous connaissez des sites web de qualité traitant du thème abordé ici, merci de compléter l'article en donnant les références utiles à sa vérifiabilité et en les liant à la section « Notes et références ».
Faustin Nzeza, né le 29 décembre 1932 à Kinshasa (RD Congo) est un footballeur international congolais, évoluant au poste de latéral gauche, devenu ingénieur et ministre après sa carrière sportive.

## Biographie

### Carrière sportive

#### En club
Faustin Nzeza, surnommé Mermans, joue au poste d'arrière gauche pour l'Association Sportive Victoria Club  dans les années 1950.
En novembre 1957, il rejoint la Belgique pour ses études d'ingénieur ; ne pouvant pas signer pour un club belge en étant en dehors de la fenêtre de transfert, il est quand même autorisé à utiliser les installations du Standard de Liège.

#### En sélection
Il fait partie de la première sélection du Congo Léopoldville, invitée en Belgique en 1958.

### Carrière politique
Sous Joseph-Désiré Mobutu, à la fin des années 1960 et au début des années 1970, il est ministre de l'économie nationale, puis ministre du transport et des communications.